# D903 (Moselle)
De D903 is een departementale weg in het Noordoost-Franse departement Moselle. De weg loopt van de grens met Meurthe-et-Moselle via Vionville en Rezonville naar Gravelotte naar. In Meurthe-et-Moselle loopt de weg als D903 verder richting Verdun en Parijs.

## Geschiedenis
Oorspronkelijk was de D903 onderdeel van de N3. In 1973 werd de N3 verlegd over een noordelijker tracé (de huidige D603) en de zuidelijke route overgedragen aan het departement Moselle. De weg kreeg toen het nieuwe nummer D903.